# Einführungsgesetz (Schweiz)
Einführungsgesetze (EG) sind in der Schweiz kantonale Ausführungsbestimmungen zu einem (neuen oder bestehenden) Bundesgesetz.

## Grundlagen
In diesen kantonalen Gesetzen legen die Kantone einerseits die Ausführungsbestimmungen, die zur Umsetzung des Bundesrechts durch die kantonale Verwaltung nötig sind, fest (Organisation und Zuständigkeit der Behörden sowie Verfahren vor denselben) und anderseits – soweit vom Bundesgesetzgeber zugelassen bzw. vorgesehen – ergänzendes materielles Recht setzen. Ein schweizerisches Einführungsgesetz entspricht damit einem deutschen [Landes-]Ausführungsgesetz.
Wichtige, umfangreiche Einführungsgesetze sind etwa
- die Einführungsgesetze zum Zivilgesetzbuch (EG ZGB) u. a. mit Bestimmungen zu den juristischen Personen des kantonalen Rechts, zur Beistandschaft und zur fürsorgerischen Unterbringung (in vielen Kantonen neuerdings in eigenen Gesetzen geregelt), zum Erbgang, zum Nachbarschaftsrecht, zu den Wegrechten, zum Grundpfandrecht, zum Pfandleihgewerbe sowie zur Beurkundung und Beglaubigung;[1]
- die Einführungsgesetze zum Kindes- und Erwachsenenschutzrecht (EG KESR) u. a. mit Bestimmungen zur Organisation der zuständigen Behörden (KESB), zur Führung der Beistandschaften, zur fürsorgerischen Unterbringung, zum Verfahren vor den KESB und zu den gerichtlichen Beschwerdeinstanzen;
- die Einführungsgesetze zum Berufsbildungsgesetz (EG BBG) u. a. mit Bestimmungen zur beruflichen Grundbildung, zur höheren Berufsbildung, zur Weiterbildung und zur Berufs-, Studien- und Laufbahnberatung;
- die Einführungsgesetze zum Gewässerschutzgesetz (EG GSchG) u. a. mit Bestimmungen über die Abwässer und den Grundwasserschutz;
- die Einführungsgesetze zum Krankenversicherungsgesetz (EG KVG) u. a. mit Bestimmungen zur Prämienverbilligung.

Dabei besteht ein grösserer Spielraum, ob ein kantonales Ergänzungsgesetz als «Einführungsgesetz» oder als (sachlich eigenständiges) «Gesetz» bezeichnet wird. So werden beispielsweise im Kanton Zürich das Gesetz über Zusatzleistungen zur eidgenössischen Alters-, Hinterlassenen- und Invalidenversicherung, das Kantonale Tierschutzgesetz oder das Kantonale Tierseuchengesetz nicht als Einführungsgesetze bezeichnet, obwohl sie grossteils Ausführungsbestimmungen zu den jeweiligen Bundesgesetzen enthalten. Umgekehrt entspricht dem Zürcher Einführungsgesetz zum Gewässerschutzgesetz im Kanton Bern das Kantonale Gewässerschutzgesetz.

## Terminologie
Der Begriff Einführungsgesetz im schweizerischen Sinne entstand im frühen 20. Jahrhundert, als das gesamtschweizerische Zivilgesetzbuch (ZGB) die kantonalen Vorläufergesetze abgelöst hat, den Kantonen aber einen beträchtlichen sowohl organisatorischen wie teilweise sachlichen Freiraum liess, den es durch neue kantonale Gesetze zu regeln galt. Diese kantonalen Ergänzungsgesetze stellten die Voraussetzung dar, dass das neue ZGB überhaupt «eingeführt», d. h. umgesetzt bzw. angewandt werden konnte. Alle aus dieser Zeit (1910/11) stammenden kantonalen EG ZGB wurden deshalb auf Deutsch als Einführungsgesetz zum Schweizerischen Zivilgesetzbuch (z. B. Zürich, St. Gallen) oder Gesetz betreffend [oder über] die Einführung des Schweizerischen Zivilgesetzbuches (z. B. Bern, Basel-Stadt) bzw. auf Französisch als Lois d’introduction dans le Canton de Vaud du Code civil suisse (Waadt), Loi concernant l’introduction du Code civil suisse (Neuenburg) und ähnlich charakterisiert.
Während man in der Deutschschweiz den Begriff Einführungsgesetz unbesehen bis heute als Terminus für ein das Bundesrecht auf kantonaler Ebene umsetzendes kantonales Gesetz beibehalten hat, selbst wenn es sachlich gar nicht mehr um eine «Einführung» neuen Rechts ging, hat man in der französischsprachigen Schweiz bei später erlassenen Gesetzen meist (aber nicht durchgängig) auf Lois d’application (also Anwendungs- oder Ausführungsgesetz) umgestellt. Auf Italienisch gab es von Anfang an zwei Varianten: Im Kanton Tessin wurde das EG ZGB schon 1911 als Legge di applicazione e complemento (also Anwendungs- und Ergänzungsgesetz) bezeichnet; im dreisprachigen Kanton Graubünden dagegen galt und gilt italienisch Legge d’introduzione, entsprechend auf Rätoromanisch lescha introductiva, was in beiden Fällen auf das deutsche Wort Einführungsgesetz zurückgehen dürfte (die jeweilige italienische und rätoromanische Fassung der Bündner Gesetze sind Übersetzungen des deutschen Texts).